# غيرسوم كلوك
غيرسوم كلوك (بالهولندية: Gersom Klok)‏ (7 أكتوبر 1990 بليليستاد في هولندا - ) هو لاعب كرة قدم هولندي في مركز الهجوم. لعب مع HHC Hardenberg ‏.

## روابط خارجية
- غيرسوم كلوك على موقع قاعدة بيانات كرة القدم.إي يو (الإنجليزية)
- غيرسوم كلوك على موقع Soccerway.com (الإنجليزية)
- غيرسوم كلوك على موقع عالم كرة القدم.نت (الإنجليزية)